# Wainwright Building
Le Wainwright Building (également connu sous le nom de Wainwright State Office Building) est un immeuble de bureaux à ossature en acier et parement en terre cuite de 10 étages (41 m) situé 709 Chestnut Street, au centre-ville de St. Louis, Missouri. L'édifice Wainwright est considéré comme l'un des premiers gratte-ciel de l'époque à s'exprimer pleinement sur le plan esthétique. Il a été conçu par Dankmar Adler et Louis Sullivan et construit entre 1890 et 1891. Il doit son nom au brasseur local, entrepreneur en construction et investisseur Ellis Wainwright (en).
Le bâtiment, classé monument historique à la fois au niveau local et national, est décrit comme « un prototype très influent de l'immeuble de bureaux moderne » par le Registre national des lieux historiques. L'architecte Frank Lloyd Wright a qualifié le bâtiment Wainwright de « toute première expression humaine d'un grand immeuble de bureaux en acier sous le nom d'architecture ».
Le bâtiment appartient actuellement à l'État du Missouri et abrite des bureaux de l'État.
En mai 2013, il a été répertorié dans un épisode de la série de PBS, 10 That Changed America (en) comme l'un des « dix bâtiments qui ont changé l'Amérique » parce que c'était « le premier gratte-ciel qui avait de l'allure » (« the first skyscraper that truly looked the part »), Sullivan étant surnommé « Father of Skyscrapers ».

## Commission, conception et construction
Le bâtiment Wainwright a été commandé par Ellis Wainwright, un brasseur de Saint-Louis. Wainwright avait besoin d'espace de bureau pour gérer la St Louis Brewers Association. Il s'agissait de la deuxième commande majeure pour un immeuble de grande hauteur remportée par la société Adler & Sullivan, qui avait acquis une renommée internationale après la création de l'Auditorium Building de dix étages à Chicago (conçu en 1886 et achevé en 1889). Tel que conçu, le premier étage de l'édifice Wainwright était destiné aux magasins accessibles par la rue, tandis que le deuxième étage était rempli de bureaux publics facilement accessibles. Les étages supérieurs étaient destinés aux bureaux paysagers en « nid d'abeilles », tandis que le dernier étage était destiné aux réservoirs d'eau et à la machinerie.

## Architecture
Esthétiquement, le bâtiment Wainwright illustre les théories de Sullivan sur le bâtiment de grande hauteur, qui comprenaient une composition tripartite « base-shaft-attic » (base-fût-attique) basée sur la structure de la colonne classique, et son désir de souligner la hauteur du bâtiment. Il a écrit : « Le gratte-ciel doit être grand, chaque centimètre carré doit être haut. La force et la puissance de l'altitude doivent être en lui, la gloire et la fierté de l'exaltation doivent être en lui. Chaque centimètre doit être une chose fière et élancée, s'élevant dans une pure exultation, car de bas en haut, c'est une unité sans une seule ligne dissidente. ». Son article de 1896 citait son édifice Wainwright comme exemple. Malgré le concept classique des colonnes, la conception du bâtiment était délibérément moderne, ne présentant aucun style néoclassique que Sullivan méprisait.

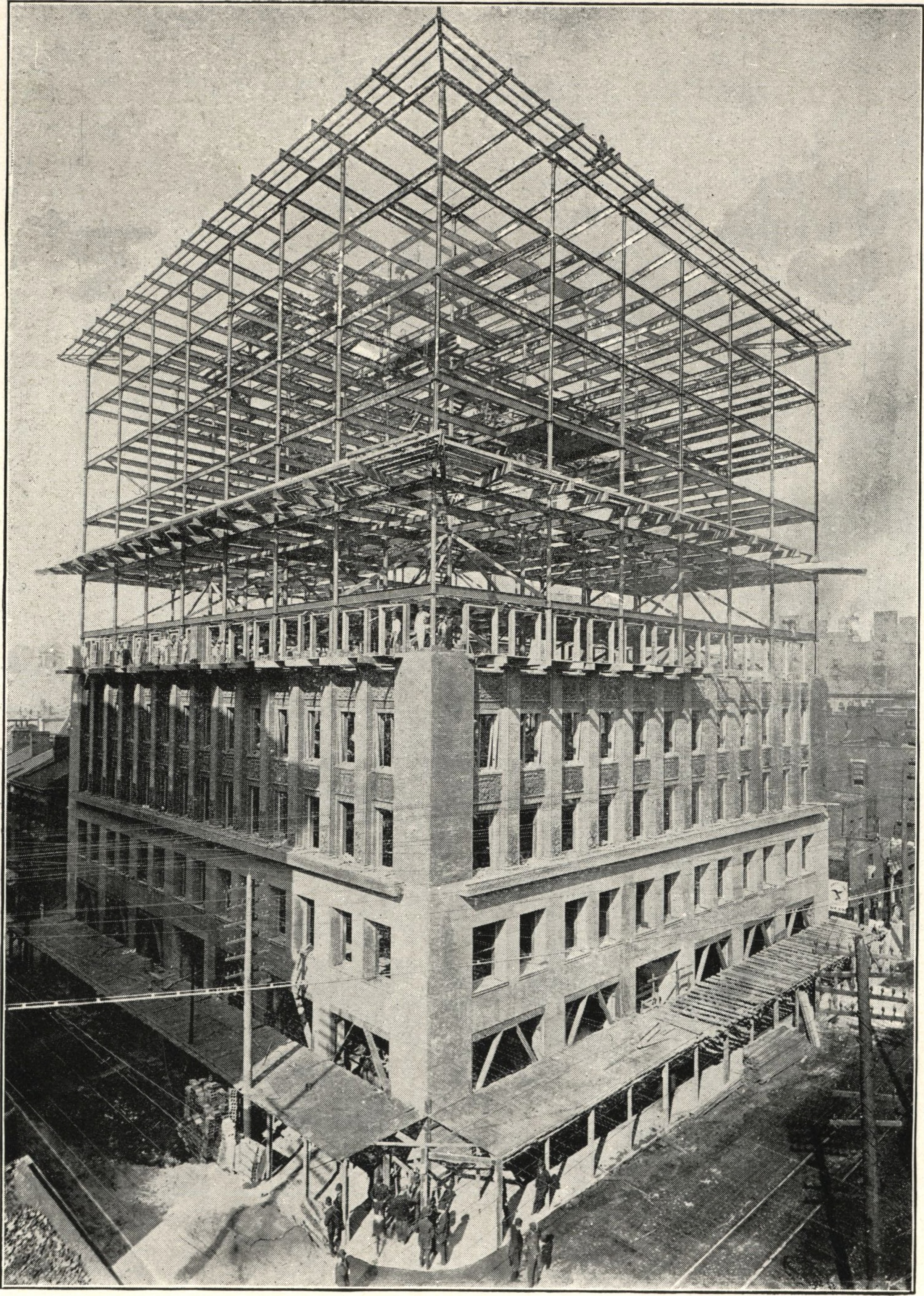
Wainwright Building en construction, St. Louis, 1890, Catalogue Milliken Brothers,, 1891

L'historien Carl W. Condit (en) a décrit le Wainwright comme un bâtiment doté d'une base solide et vigoureusement articulée supportant un écran qui constitue une image vivante d'un puissant mouvement ascendant,. La base contenait des magasins de détail qui nécessitaient de larges ouvertures vitrées ; L'ornementation de Sullivan faisait lire les piliers de support comme des pilastres. Au-dessus, le caractère semi-public des bureaux situés au bout d'une seule volée d'escalier s'exprimait par de larges fenêtres dans le mur-rideau. Une corniche sépare le deuxième étage de la grille de fenêtres identiques du mur-rideau, où chaque fenêtre est « a cell in a honeycomb, nothing more »,. Les fenêtres et les horizontales du bâtiment ont été légèrement encastrées derrière les colonnes et les piliers, dans le cadre d'une « esthétique verticale » pour créer ce que Sullivan a appelé « une chose fière et élancée ». Cette perception a depuis été critiquée car le gratte-ciel a été d'abord conçu pour gagner de l'argent et non pour servir de symbole.

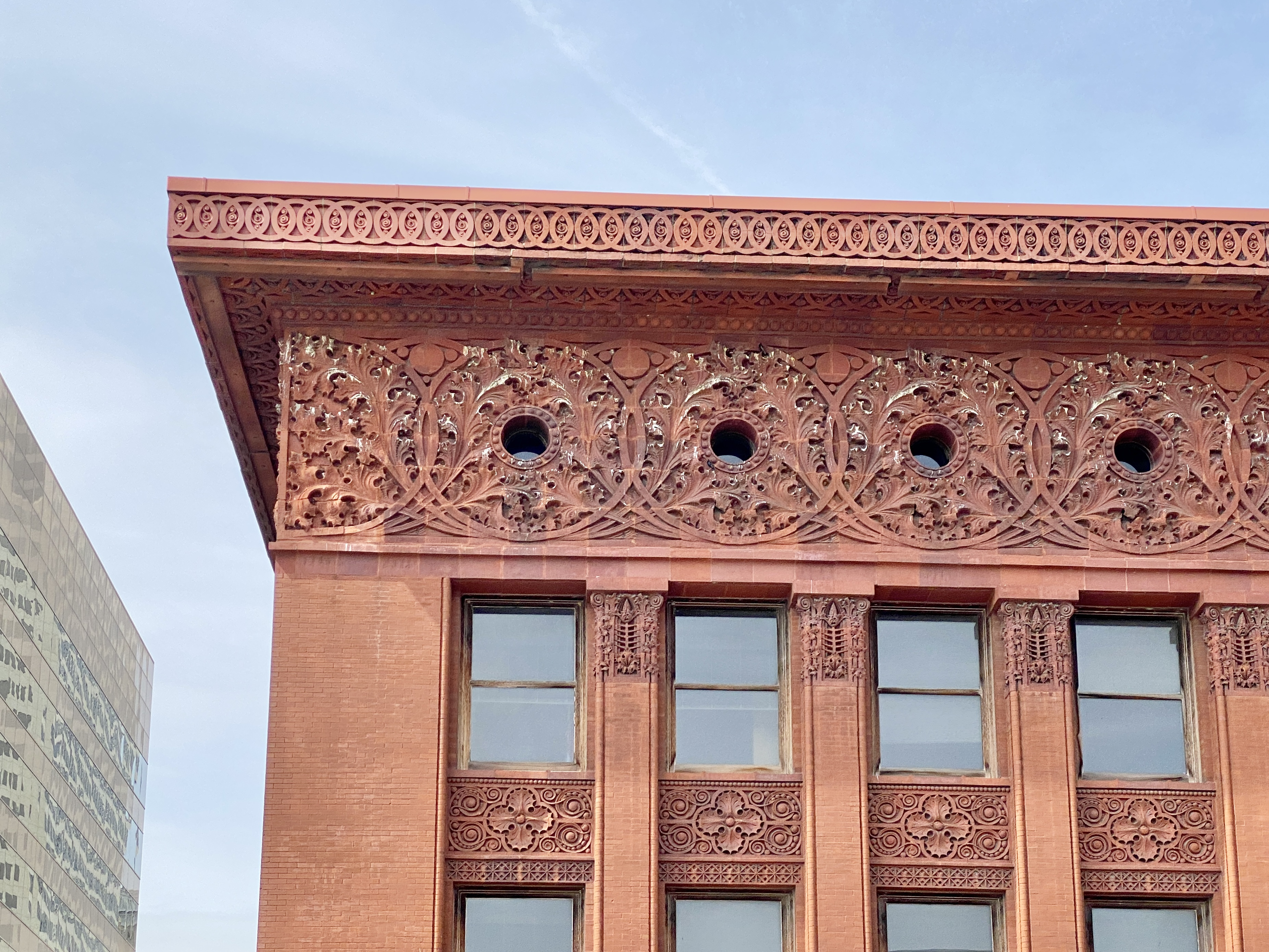
La frise complexe au sommet du bâtiment ainsi que les fenêtres en forme de bœuf.

L'ornementation du bâtiment comprend une large frise sous la corniche profonde, qui exprime le feuillage du céleri formalisé mais naturaliste typique de Sullivan, et publié dans son Système d'ornement architectural, des écoinçons décorés entre les fenêtres des différents étages et un encadrement de porte élaboré à l'entrée principale. Mis à part les minces piliers en brique, les seuls éléments solides de la surface du mur sont les panneaux d'allège entre les fenêtres. Ils présentent de riches motifs décoratifs en bas-relief, dont la conception et l'échelle varient selon chaque étage,. La frise est percée de fenêtres discrètes en forme d'œil de bœuf qui éclairent l'étage supérieur, contenant à l'origine des réservoirs d'eau et des machineries d'ascenseur. Le bâtiment comprend des embellissements en terre cuite vernissée (en), un matériau de construction qui gagnait en popularité au moment de la construction.
L'une des principales préoccupations de Sullivan a été le développement d'un symbolisme architectural composé de formes géométriques et structurelles simples et d'ornementations organiques. Le bâtiment Wainwright, où il juxtapose l'objectif-tectonique et le subjectif-organique, fut la première démonstration de ce symbolisme.

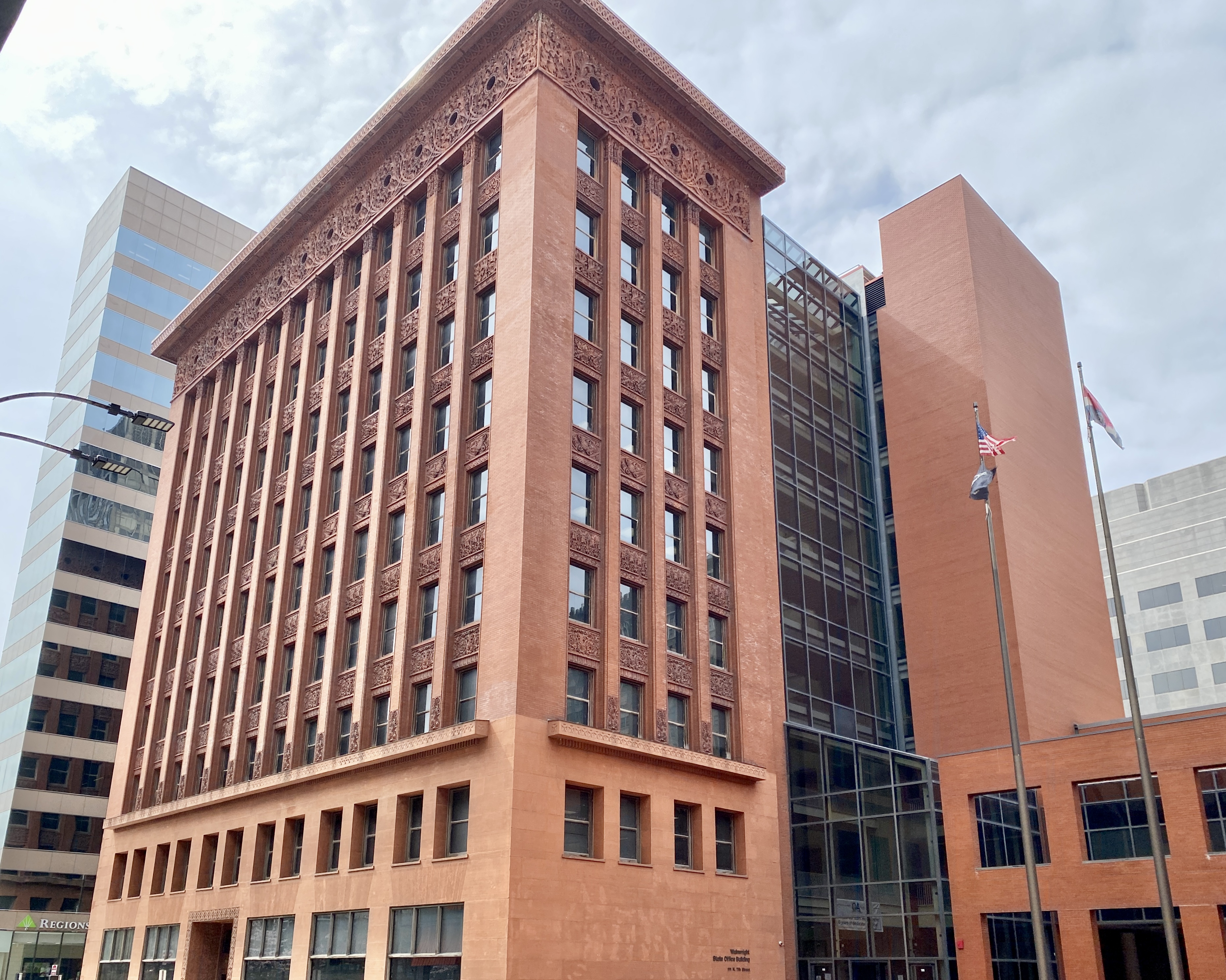
Extrémité nord du bâtiment, montrant une partie des ajouts au bureau de l'État

Contrairement à Sullivan, Adler a décrit le bâtiment comme une « structure commerciale simple » en déclarant :
À une époque utilitariste comme la nôtre, on peut supposer sans se tromper que le propriétaire immobilier et l’investisseur en immeubles continueront à construire la catégorie d’immeubles dont ils peuvent tirer le plus grand revenu possible avec le moins de dépenses possible. Le but de la construction d'édifices autres que ceux nécessaires à l'abri de leurs propriétaires est précisément celui de réaliser des investissements à but lucratif,.
Le bâtiment est considéré comme le premier gratte-ciel à renoncer à l’ornementation normale utilisée sur les gratte-ciel de l’époque.
Certains éléments architecturaux du bâtiment ont été retirés lors de rénovations et transportés vers les archives du National Building Arts Center (en) à Sauget, dans l'Illinois.

## Histoire

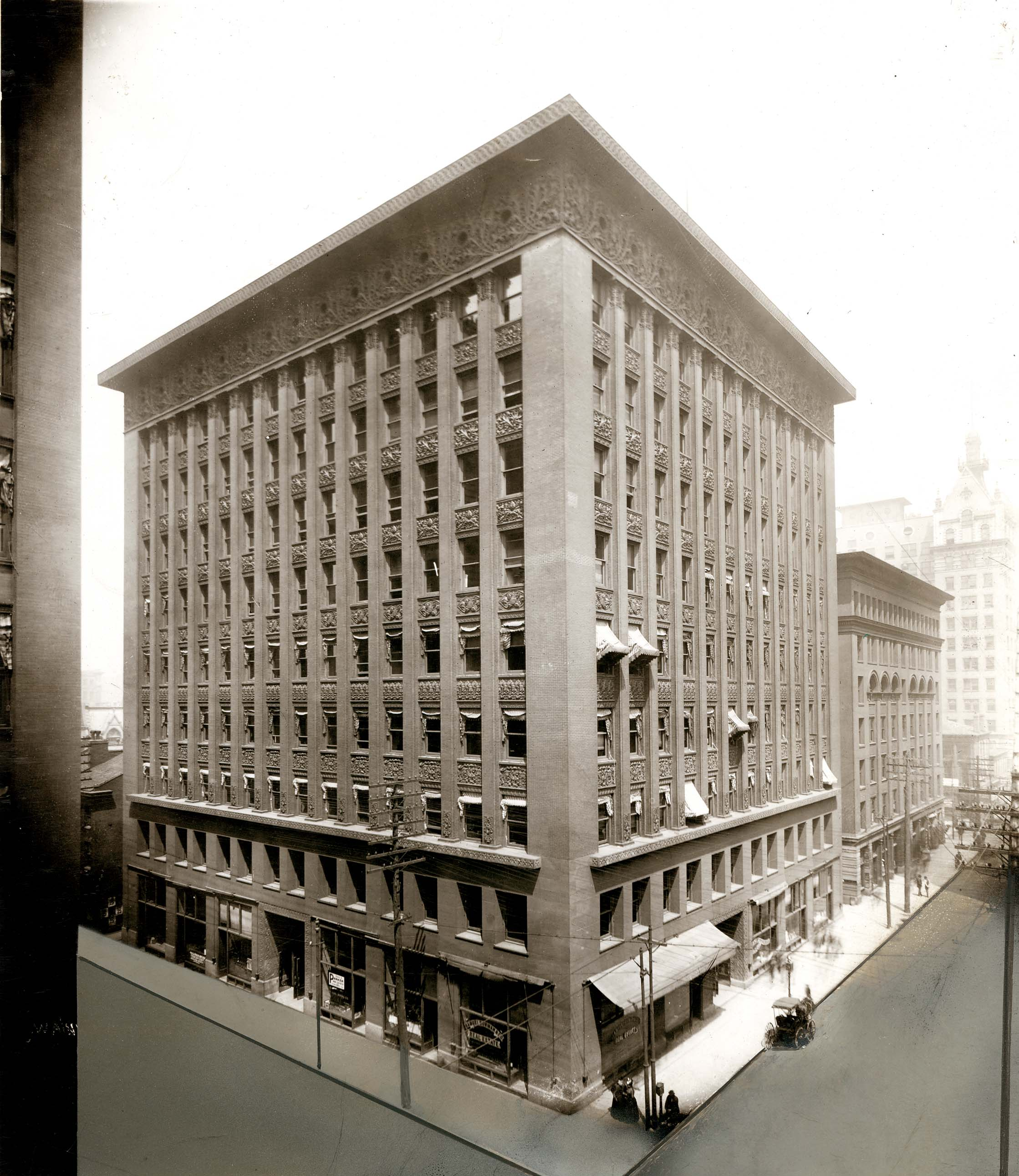
Le bâtiment en 1907

Lors de son achèvement initial, le bâtiment Wainwright était « populaire auprès du peuple » et reçu « favorablement » par les critiques.
En 1968, le bâtiment a été désigné monument historique national  et en 1972, il a été nommé monument historique de la ville.
Le bâtiment Wainwright a été initialement sauvé de la démolition par le National Trust for Historic Preservation lorsque le Trust a pris une option sur l'ouvrage. Plus tard, il a été acquis par le Missouri dans le cadre d'un complexe de bureaux d'État et la St. Louis Landmarks Association, dans l'une de ses premières victoires, est créditée d'avoir sauvé le bâtiment Wainwright d'un projet immobilier.
Le bâtiment voisin du Lincoln Trust (plus tard connu sous le nom de bâtiment Title Guaranty ; conçu par Eames & Young (en), construit en 1898 au 706 Chestnut St.) a été démoli pour faire place au St. Louis Gateway Mall (en) en 1983. Carolyn Toft, directrice exécutive de la Landmarks Association, a déclaré que ce bâtiment formait un ensemble avec trois autres bâtiments commerciaux de la fin du XIXe siècle, dont le bâtiment Wainwright, qui ne pouvait être égalé nulle part ailleurs au pays. Sauver le Wainwright était important, mais combien il aurait été encore plus important de sauver le groupe tout entier,. L'architecte John D. Randall a mené une vaste campagne de pétitions au gouverneur et à d'autres fonctionnaires de renom ; la campagne a abouti à la restauration du bâtiment en tant qu'immeuble de bureaux de l'État en place de sa démolition.
Après une période où il a été négligé, le bâtiment abrite désormais les bureaux de l'État du Missouri.